# Nino Porzio
Nino Porzio właśc. Antonino Porzio (ur. 4 czerwca 1972 w Palermo) – włoski piosenkarz i aktor, najbardziej znany z piosenki Ti amo.
Nagrał do tej pory pięć albumów. Mieszka i pracuje w Niemczech.